# Sokoľ

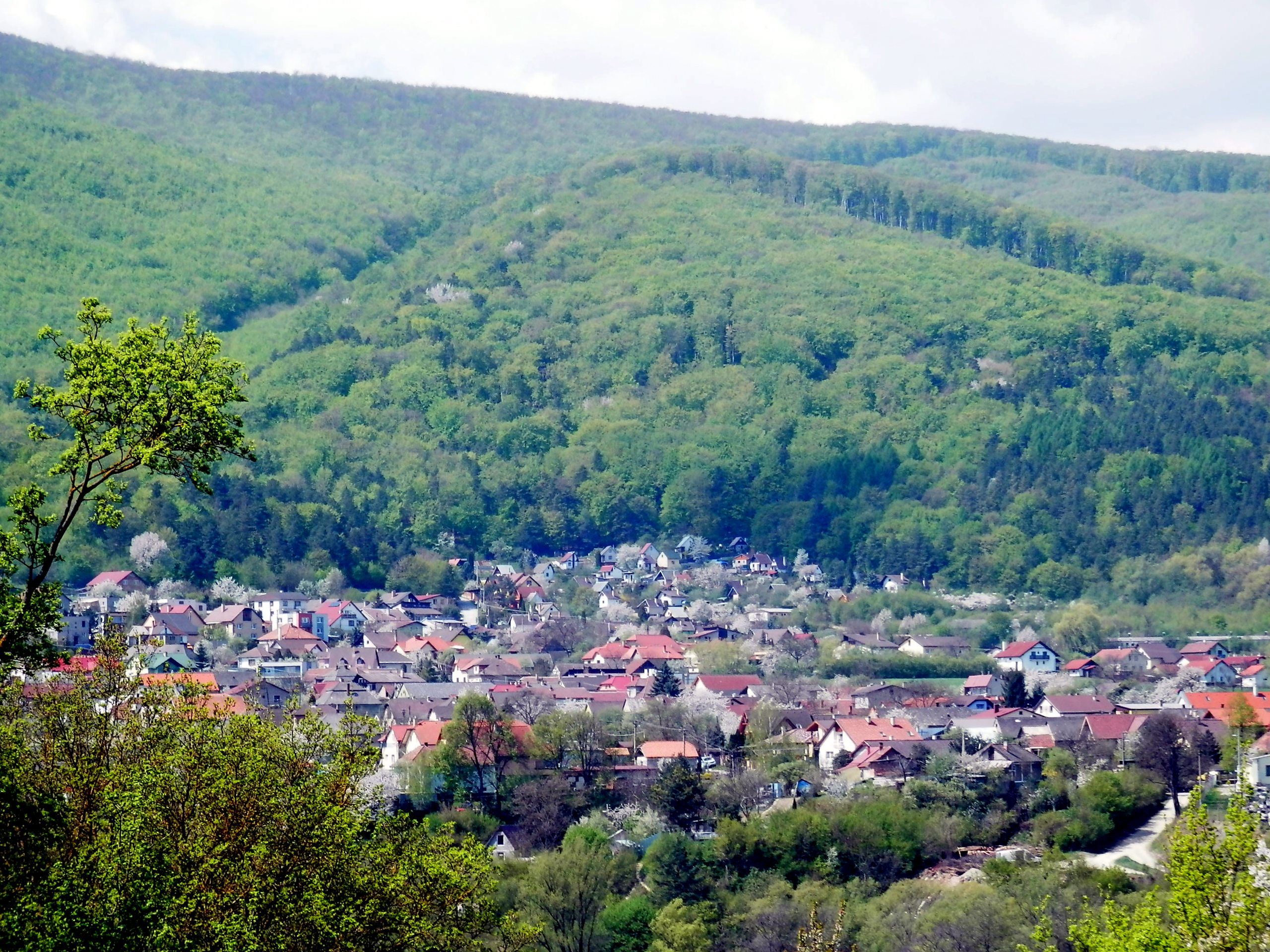
Blick auf Sokoľ (2015)

Sokoľ (ungarisch Hernádszokoly – bis 1907 Szokoly) ist eine Gemeinde im Osten der Slowakei mit 1335 Einwohnern (Stand 31. Dezember 2024), die zum Okres Košice-okolie, einem Teil des Košický kraj gehört.

## Geographie
Die Gemeinde befindet sich nördlich von Košice in einer vom Talkessel Košická kotlina in die Ausläufer des Slowakischen Erzgebirges, Unterteil Čierna hora, übergehenden Landschaft. Der Hauptort ist auf einer kleinen Ebene oberhalb des linken Ufers des Hornád situiert, weiter westlich findet man ein größtenteils mit Laubwald bedecktes Hügelland. Das Ortszentrum liegt auf einer Höhe von 250 m n.m. und ist 14 Kilometer von Košice entfernt.
Nachbargemeinden sind Trebejov im Norden, Družstevná pri Hornáde im Osten und Südosten, Kostoľany nad Hornádom im Süden, Košice (Stadtteile Kavečany und Sever) im Südwesten und Westen und Veľká Lodina und Kysak im Nordwesten.

## Geschichte
Sokoľ wurde zum ersten Mal 1270 als Zokola schriftlich erwähnt, in Zehntverzeichnissen zwischen 1332 und 1337 als Alzokole und Alzokolc. Allerdings soll der alte Ort südlich des heutigen Standortes im heutigen Kostoľany nad Hornádom gelegen haben. Ende des 13. Jahrhunderts wurde auf einer heute Hradová benannten Anhöhe eine Burg gebaut, die sogleich zum Sitz eines Herrschaftsguts wurde und nach 1430 zur Ruine wurde. Im 14. Jahrhundert bestand hier eine Mautstelle, die Zölle für herabgeflößtes Holz einhob. Verschiedene Besitzer waren: im Jahr 1330 das Geschlecht Drugeth, 1360 der ungarische König, 1370 die Familie Rozgonyi, 1387 die Bebeks und schließlich 1423 Palocsay. 1429 kam der Ort samt der Burg zu den Besitzungen der Stadt Kaschau.
Das Dorf war sowohl in der Zeit der Reformation als auch im Jahr 1773 überwiegend slowakisch. Im 19. Jahrhundert gewann man zuerst Dolomit und gegen Ende des 19. Jahrhunderts Sand.
Bis 1918/1919 gehörte der im Komitat Sáros liegende Ort zum Königreich Ungarn und kam danach zur Tschechoslowakei beziehungsweise heute Slowakei.

## Bevölkerung
| Jahr                | 1994 | 2004     | 2014     | 2024     |
| ------------------- | ---- | -------- | -------- | -------- |
| Anzahl der Personen | 637  | 873      | 1121     | 1335     |
| Unterschied         |      | +37,04 % | +28,40 % | +19,09 % |

| Jahr                | 2023 | 2024    |
| ------------------- | ---- | ------- |
| Anzahl der Personen | 1315 | 1335    |
| Unterschied         |      | +1,52 % |

Nach der Volkszählung 2011 wohnten in Sokoľ 1025 Einwohner, davon 847 Slowaken, neun Roma, jeweils drei Magyaren und Tschechen, zwei Russinen und ein Deutscher; zwei Einwohner gehörten einer anderen Ethnie an. 131 Einwohner machten diesbezüglich keine Angabe. 725 Einwohner bekannten sich zur römisch-katholischen Kirche, 36 Einwohner zur griechisch-katholischen Kirche, zwölf Einwohner zur evangelischen Kirche A. B., fünf Einwohner zur reformierten Kirche, vier Einwohner zur apostolischen Kirche, jeweils drei Einwohner zu den Zeugen Jehovas, zur evangelisch-methodistischen Kirche sowie zur orthodoxen Kirche und ein Einwohner zur Brüderkirche. 75 Einwohner waren konfessionslos und bei 158 Einwohnern wurde die Konfession nicht ermittelt.

## Bauwerke
- römisch-katholische Herz-Jesu-Kirche
- Ruine der Burg Sokoľ westlich des Ortes

## Verkehr
Die Gemeinde Sokoľ kann nur über die Straße 3. Ordnung 547007 von Kostoľany nad Hornádom heraus erreicht werden. Der nächste Bahnhof an der Bahnstrecke Košice–Žilina befindet sich ebenfalls dort.